# Dominicaanse Revolutionaire Partij
De Dominicaanse Revolutionaire Partij (Spaans: Partido Revolucionario Dominicano, PRD) is een van de belangrijkste politieke partijen van de Dominicaanse Republiek. Zij heeft een democratisch-linkse positie.

## Ontstaan van de PRD
De Dominicaanse Revolutionaire Partij ontstond op 21 januari 1939 tijdens een historische ontmoeting van Dominicaanse ballingen in El Cano, Marianao, Havana, Cuba, waar de democratische beginselen, ingediend door Cotubanama Enrique Henriquez, werden goedgekeurd.
De deelnemers aan deze oprichtingsbijeenkomst van de PRD waren Juan Bosch, Juan Isidro Jimenes Grullon, Vergilius en Mainardi Rafael Reyna, Enrique Cotubanama, kolonel Alexis Liz, José Manuel Calderón, Perez Cabral, Pipi Hernandez, Lucas Pichardo, Pompeius Plinta Alfau en Woss.
Het hoofddoel van de bijeenkomst was de omverwerping van het bewind van Rafael Trujillo, de dictator van de Dominicaanse Republiek van 1930 tot 1961.
De oprichtingsideologie was democratisch-links, zoals in een groot deel van Latijns-Amerika.

## Regeringsdeelname
De PRD heeft zes presidenten voortgebracht.

#### Eerste president
Na de verkiezingen van 20 december 1962 trad professor Juan Bosch op 27 februari 1963 aan als president van de Dominicaanse Republiek. Door een staatsgreep eindigde in september van datzelfde jaar zijn presidentschap. Er werd een staatsgreep gepleegd omdat hij communistische ideeën zou hebben. In werkelijkheid waren Amerikaanse militairen het niet eens met zijn wetten van 29 april 1963, omdat deze te sociaal zouden zijn. Een triumviraat regeerde hierna van 26 september 1963 tot 25 april 1965. Het werd gevormd door Amerikaanse militairen. Antonio Imbert Barrera nam, nadat de Amerikanen waren verdreven, de leiding over van 7 mei tot 30 augustus 1965.

#### Tweede president
Het kabinet van de interim-regering van Héctor García Godoy, van 3 september 1965 tot 1 juli 1966, bestond vrijwel geheel uit personen die verbonden waren met de PRD en PRD-leiders.
Joaquín Balaguer van de PRSC regeerde van 1 juli 1966 tot 16 augustus 1978. Door manipulaties wist hij 12 jaar aan de macht te blijven.

#### Derde president
In 1978 won Silvestre Antonio Guzmán Fernández van de PRD de verkiezingen voor een "moderne democratie", in de eerste vrije verkiezingen sinds 1962. Hij was president van 1978 tot 1982. Aan het eind van zijn regeringsperiode, door velen beschouwd als de beste regering in de geschiedenis van de Dominicaanse Republiek, pleegde Antonio Guzmán zelfmoord.

#### Vierde president
Door het wegvallen van de zittende president werd het presidentschap overgedragen aan Jacobo Majluta, die aldus de vierde PRD-president werd tot het einde van de regeringsperiode in 1982.

#### Vijfde president
Salvador Jorge Blanco won met groot verschil de verkiezingen van 1982 en verkreeg de absolute meerderheid in beide kamers. Jorge Blanco was de vijfde PRD-president en regeerde van 16 augustus 1982 tot 16 augustus 1986.
Joaquín Balaguer (PRSC) regeerde opnieuw van 16 augustus 1986 tot 16 augustus 1996. Ook in deze tien jaar gedroeg hij zich als een dictator en werd daardoor gedwongen tot vervroegde verkiezingen. Leonel Fernández van de PLD was president van 16 augustus 1996 tot 16 augustus 2000 en won de verkiezingen door de verslechterde economische omstandigheden.

#### Zesde president
In 2000 won Hipólito Mejía met 49,8% van de stemmen de verkiezingen met de slogan "De mensen hopen". Hij was de zesde PRD-president en leidde de regering van 16 augustus 2000 tot 16 augustus 2004.
Na Mejía volgden er weer presidenten van andere partijen. Bij de parlementsverkiezingen van 2020 kromp de PRD naar vier zetels in de Kamer van Afgevaardigden en nul zetels in de Senaat.